# 平靜平蝦蛄
平靜平蝦蛄（学名：Erugosquilla serenei）为蝦蛄科平蝦蛄屬下的一个种。